# Kensington (группа)
Kensington — голландская рок-группа из Утрехта, основанная в 2005 году. Группа выпустила два EP и пять студийных альбомов: Borders (2010), Vultures (2012), Rivals (2014), Control (2016) и Time (2019). В состав группы входят вокалист и гитарист Элои Юсеф, гитарист и вокалист Каспер Старревельд, басист Ян Хакер и барабанщик Найлс Ванденберг.

## Ранние годы (2005—2008)
Kensington была основана в 2005 году учениками средней школы в Зейсте (провинция Утрехт), певцом и гитаристом Каспером Старревельдом, бас-гитаристом Яном Хакером и барабанщиком Лукасом Ленселинком. Певец и гитарист Элои Юссеф присоединился к группе в 2006 году. Первые официальные релизы Kensington появились в 2007 году на лейбле Stuck in a Day Records: промо-сингл с двумя песнями An Introduction To… и пять песен Kensington EP. Этот EP был записан в Second Moon Studio голландского фолк-певца Hessel van der Kooij на острове Терсхеллинг, а сведение и мастеринг сделал Мартин Груневельд в Mailmen Studios в Утрехте. Kensington EP получил хорошие отзывы, в том числе от голландской музыкальной платформы MusicFromNL, которая осыпала его похвалой. «Группа без особых усилий объединяет разные стили и настроения в единое звучание. Квартет из Утрехта демонстрирует музыкальную изысканность в этом дебюте. Эти пять песен демонстрируют мастерство, оригинальность и музыкальность Kensington. Это хорошо продуманная, разнообразная и запоминающаяся пластинка». В 2007 году группа отыграла несколько концертов с голландским гастрольным фестивалем Popronde, и в качестве поддержки таких групп, как американская инди-рок-группа Movies With Heroes. Они также появлялись в телешоу на голландском музыкальном канале The Music Factory и в сетевых и печатных музыкальных журналах, таких как альтернативная поп-платформа 3VOOR12.
В конце 2007 года барабанщик Лукас Ленселинк решил покинуть группу. Ленселинк чувствовал, что его собственные амбиции больше не соответствуют амбициям его товарищей по группе. Он объяснил, что музыкальная карьера — это не то, что он себе представлял, и что он хочет сосредоточиться на завершении учёбы в университете. После прослушивания нескольких новых барабанщиков, Найлс Ванденберг, бывший барабанщик Griffin, присоединился к Kensington в феврале 2008 года. Найлз разделяет амбиции остальных участников группы и считается «отличным дополнением».
Вместе с Найлзом группа приступила к работе над своим вторым EP. Пластинка под названием Youth была выпущена 12 декабря 2008 года на голландском инди-лейбле Snowstar Records. Youth получил положительные отзывы от MusicFromNL? в которых, среди прочего, хвалили изобретательность структур песен и профессиональное звучание. Youth EP привлёк внимание нескольких лейблов, и в конце концов группа подписала контракт с Bladehammer / EMI, лейблом, разделявшиим высокие амбиции группы.

Голландская радиостанция 3FM включила Kensington в свою программу Serious Talent, которая направлена на поддержку местных талантов путём трансляции и проведения шоу по всей стране. В дополнение к этому, Kensington были приглашены на разогрев для Razorlight, My Chemical Romance и The Wombats на их шоу в Нидерландах.

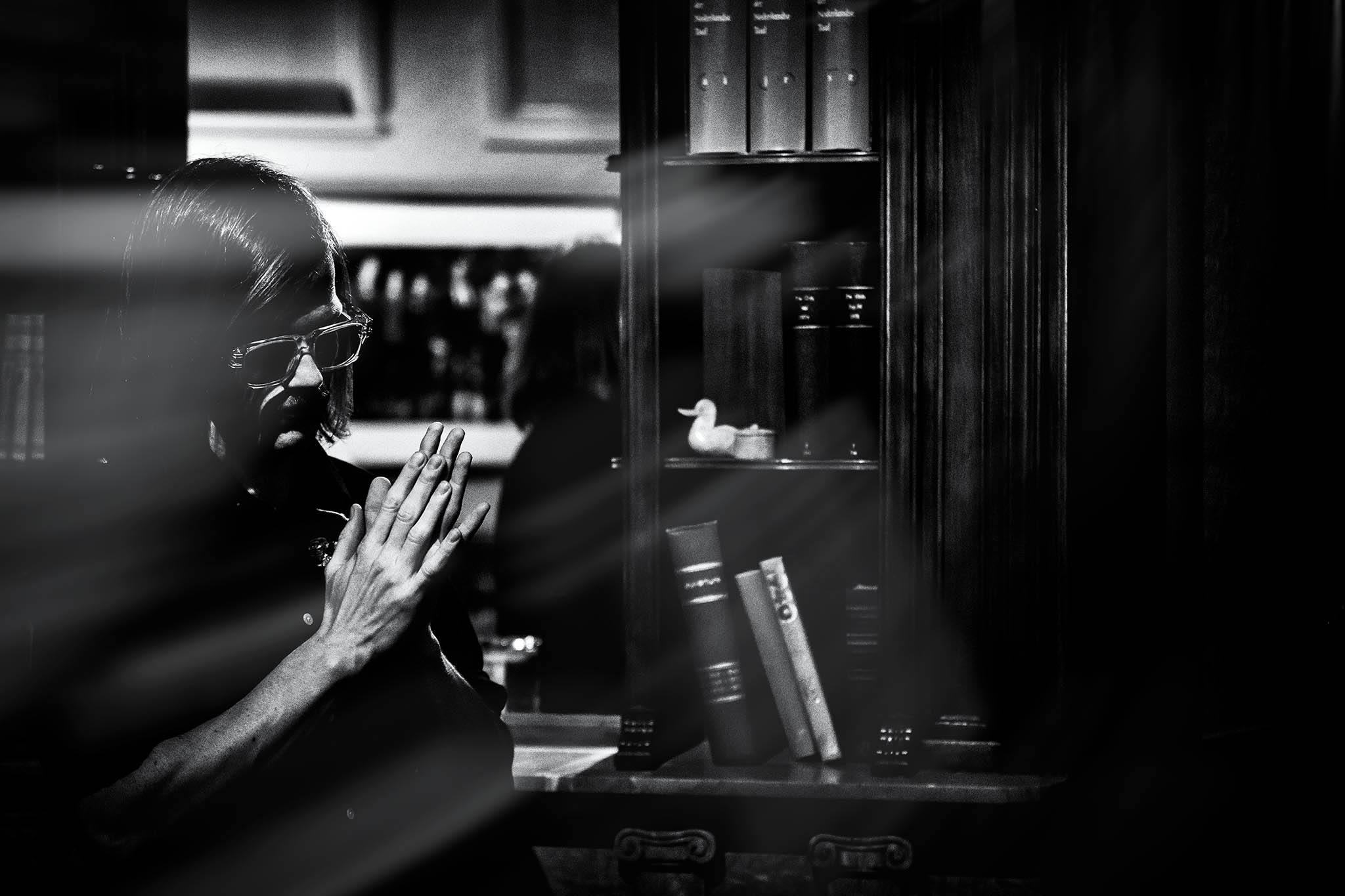
Ян Хакер
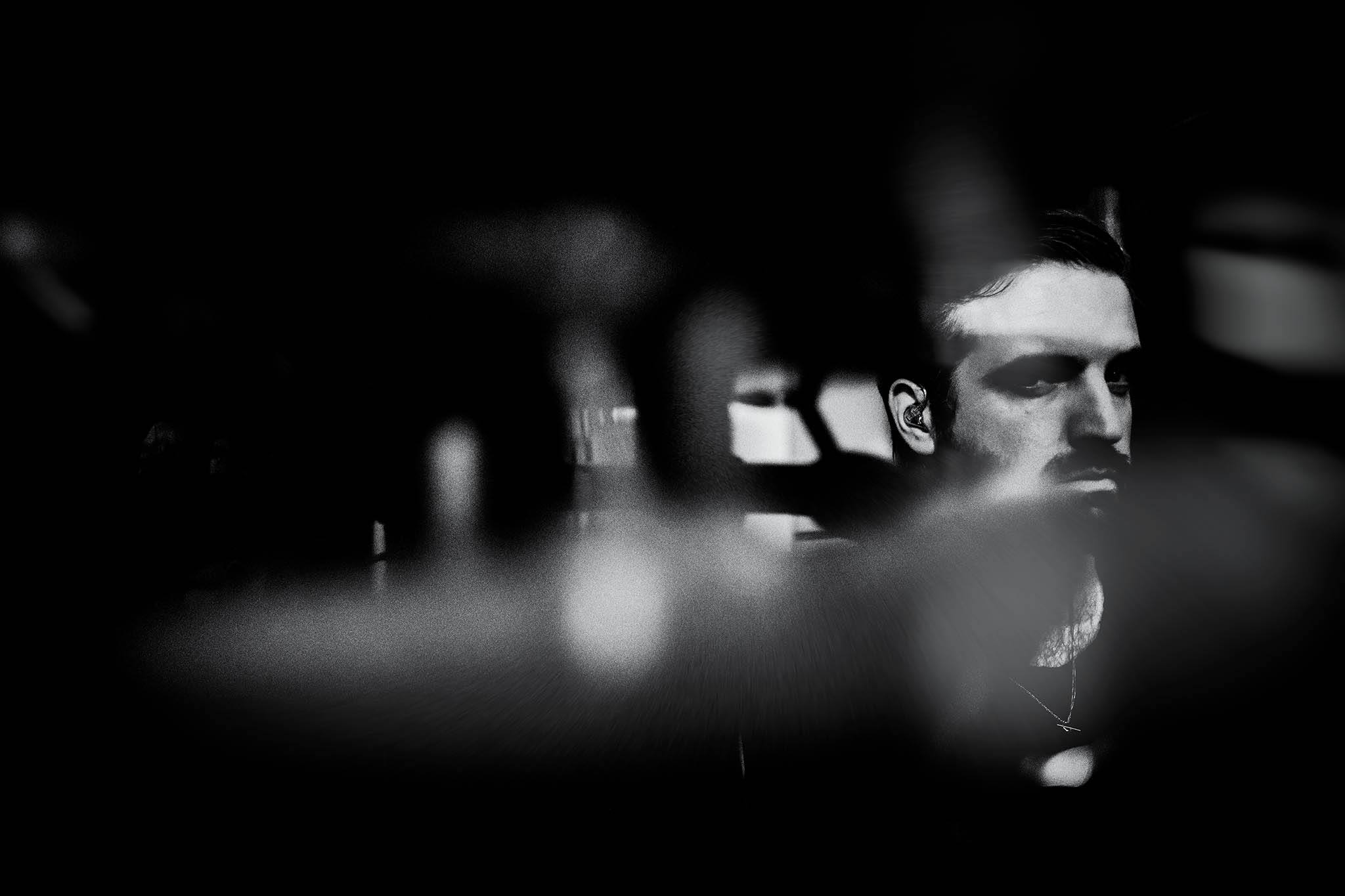
Каспер Старревелд
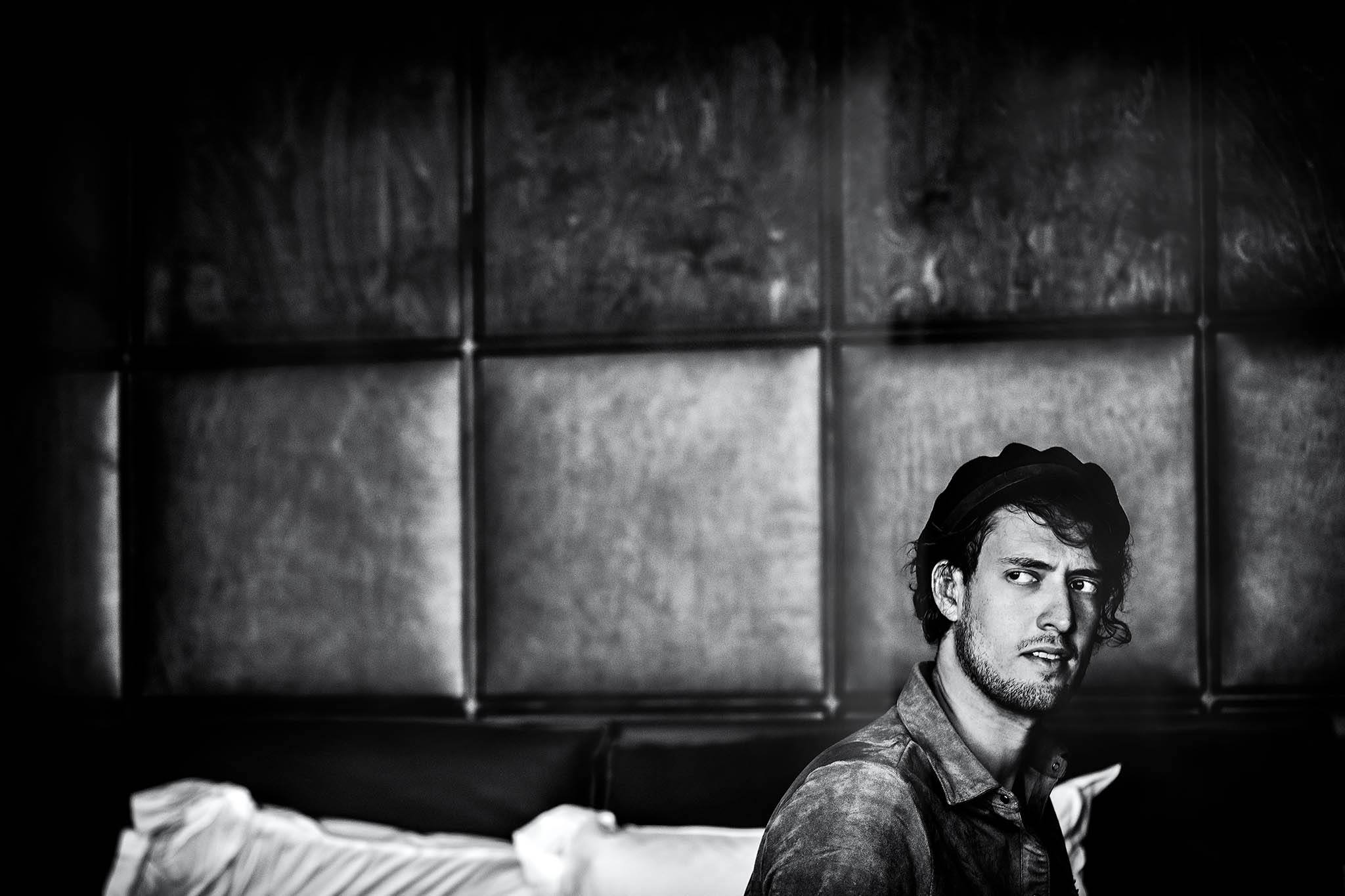
Элои Юсеф
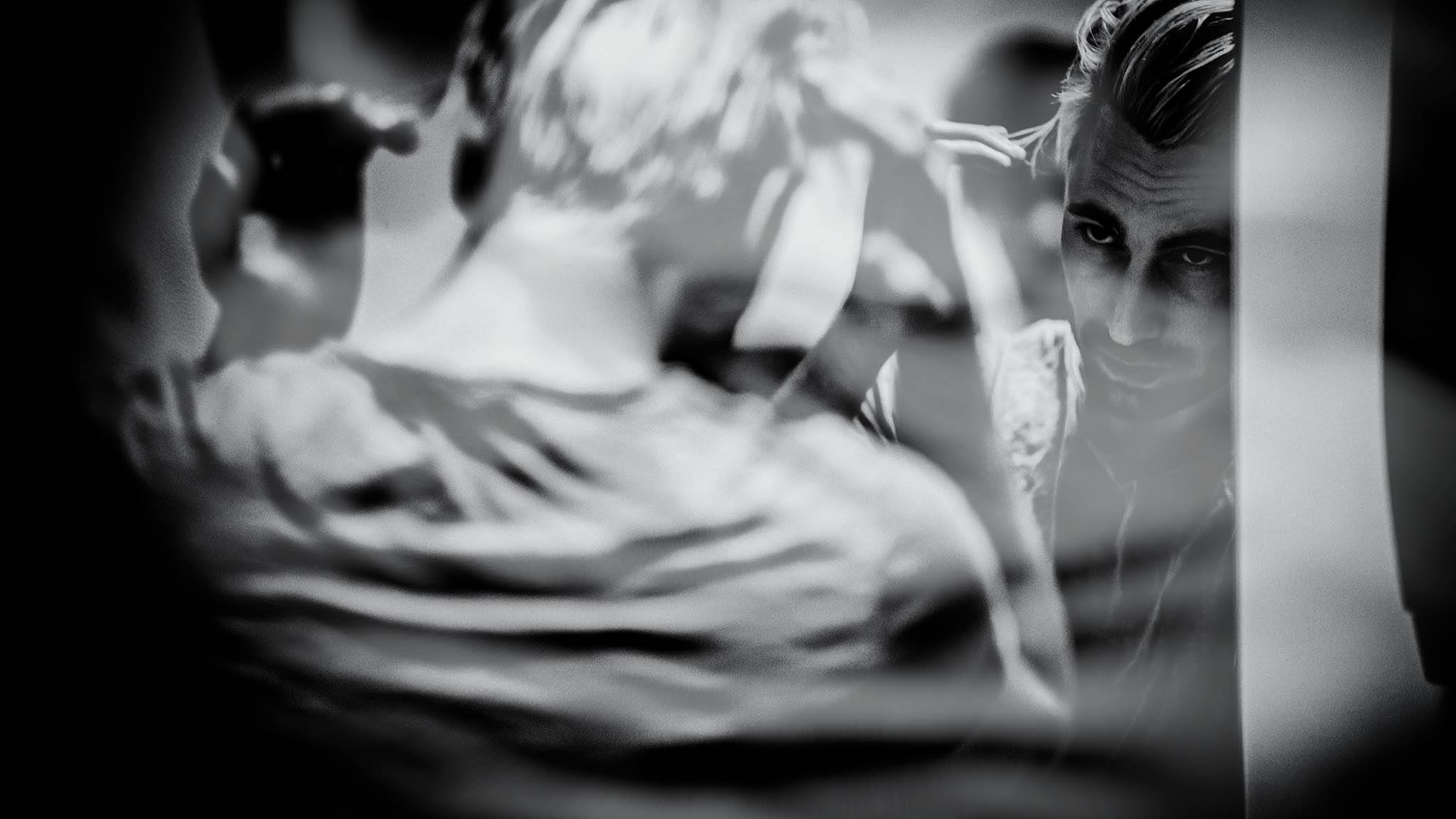
Найлс ВанденБерг

### Borders(2009—2011)
Летом 2009 года Кенсингтон отправился в Лидс, чтобы начать работу над своим первым полноформатным альбомом с продюсером Джеймсом Кеношей в студии клавишника Kaiser Chiefs Ника Бейнса. Альбом под названием Borders вышел 17 июля 2010 года. Его освоил Джон Дэвис, который также работал с Arctic Monkeys. Первый сингл «Youth» регулярно транслировался на 3FM, MTV и TMF, войдя в чарт голландских синглов Top 100 под номером 78. С выпуском Borders Элои Юсеф стал главным вокалистом группы, где ранее он вместе с Каспером Старревелдом исполнял обязанности ведущего вокалиста на более ранних релизах группы. Последний предпочёл сосредоточиться на игре на гитаре и бэк-вокале. Остаток 2010 года группа провела в турне по Нидерландам с поп-панк-группой MakeBelieve и несколькими группами на разогреве. Второй сингл с альбома Borders, «When It All Falls Down», был выпущен в ноябре того же года.
В январе 2011 года Kensington выступила на шоукейс-фестивале Eurosonic Noorderslag, где группу заметили промоутеры голландского телешоу в прайм-тайм De Wereld Draait Door. 19 января группа появилась на шоу, чтобы сыграть свой сингл «Youth». В феврале группа отправилась в свой первый тур в качестве хедлайнера — No Borders Tour. Тур был успешным, с аншлагами на концертах в Paradiso Amsterdam, Tivoli Utrecht и Rotown Rotterdam.
Ещё восемь концертов были добавлены, когда в марте 2011 года вышел сингл «Let Go». «Let Go» была новой песней, которая не была включена в первоначальный выпуск Borders, но была добавлена к переизданию альбома в апреле 2011 года в формате Digipak. «Let Go» был выбран в качестве «Мегахита» 3FM на вторую неделю апреля, это означало, что радиостанция предоставила этому треку дополнительную трансляцию. Во время тура «Let Go» группа выступала на таких площадках, как 013 Tilburg и в главном зале Paradiso Amsterdam, в поддержку английской поп-группы Scouting For Girls . Отзывы об этих концертах были хорошими, и «Кенсингтон» зарекомендовал себя как солидная концертная группа.
Летом 2011 года большинство слушателей Kink FM проголосовали за то, чтобы Кенсингтон стал «Послом национального фестиваля 2011 года». Это название включало в себя слот на сербском фестивале EXIT, одном из крупнейших летних фестивалей Европы. Группу также пригласили выступить на Java Rockin’land в Индонезии. Во время своего пребывания в Индонезии они отыграли два шоу на фестивале и одно в Erasmushuis, голландском культурном центре в Джакарте.
11 октября 2011 года Borders был выпущен в США и Канаде на лейбле Zip Records, инди-лейбле из Сан-Франциско. Пластинка также стала доступна по всему миру на iTunes. Чтобы отпраздновать выпуск Borders в Северной Америке, группа выпустила клип на песню «Let Go». Кадры для видео были сняты молодым британским режиссёром и редактором Дэниелом Бернеттом во время пребывания группы в Индонезии и на нескольких концертах тура Let Go.
25 октября 2011 года группа выпустила «We Are the Young», первый сингл со своего будущего второго студийного альбома. Песня была записана на студии YouGuysMusic продюсера Нильса Зуйдерхука в Берлине и сведена Кензо Тауншендом в Лондоне. Kensington провел остаток 2011 года, работая над своим вторым альбомом с Zuiderhoek в нескольких сессиях записи. В начале ноября их пригласили в Нью-Йорк, где они проделали некоторую рекламную работу для Zip Records и отыграли концерт в Cutting Room, музыкальной площадке на Манхэттене . Группа также дала несколько радиоинтервью для студенческих радиостанций «The Atlantic Tunnel» и «East Village Radio» и появилась в телешоу Cognac Wellerlane « The Long Island Exchange» . В декабре Kensington вернулись в Нидерланды на пару концертов, на которых они представили песни из своего нового альбома.

### Грифы(2012—2013 гг.)
В течение первых месяцев 2012 года группа работала над усовершенствованием своего второго альбома «Стервятники». Kensington планировала гастроли в феврале и марте, но отложила до апреля, чтобы ещё немного поработать над песнями и дать своим поклонникам возможность послушать альбом до начала тура. В конце концов, оказалось невозможным выпустить альбом до начала тура, но группа организовала несколько сеансов прослушивания в гримерке для избранной группы поклонников, которые получили возможность услышать некоторые треки альбома раньше всех остальных. Группа воспользовалась почти аншлаговыми концертами в Эффенааре Эйндховене, Хедоне Зволле, Тиволи Утрехте и Амстердаме Melkweg, чтобы опробовать новый материал
6 апреля 2012 года на Universal Music вышел второй сингл Vultures, «Send Me Away». Песня сразу же была подхвачена радиостанцией 3FM, которая ввела её в регулярную ротацию.
Группа получила две номинации на церемонии награждения 3FM Awards 2012 в категориях «Награда за серьёзные таланты» которая присуждается жюри, и «Лучший рок-исполнитель» основанной на голосах фанатов.
Vultures был выпущен 11 мая 2012 года. Альбом был спродюсирован Кенсингтоном и Нильсом Зуйдерхуком, а микширован Кензо Тауншендом, известным своей работой с такими группами, как Editors, Snow Patrol и U2 . Мастеринг альбома проходил в Нью-Йорке Стивом Фаллоном в Sterling Sound. Голландский музыкальный журнал OOR назвал Vultures «лучшим голландским альбомом 2012 года» а другие СМИ высоко оценили международное звучание альбома.
10 июля 2012 года группа выпустила третий сингл «No Way Out», в клипе которого снялись голливудский актёр Майкл Колтес и бразильская супермодель Ана Араужу. Видео было снято в Лондоне в июне и продюсерами голландских режиссёров Джуриана и Бориса Буидж, базирующихся в Лондоне.
Летом 2012 года в Кенсингтоне было проведено несколько музыкальных фестивалей, таких как Indian Summer Festival. Группа провела остаток года, путешествуя по стране в рамках своего крупнейшего турне на сегодняшний день. Клубный тур Vultures состоял из 18 концертов, почти половина из которых была распродана заранее, включая место проведения Tivoli Utrecht в родном городе.

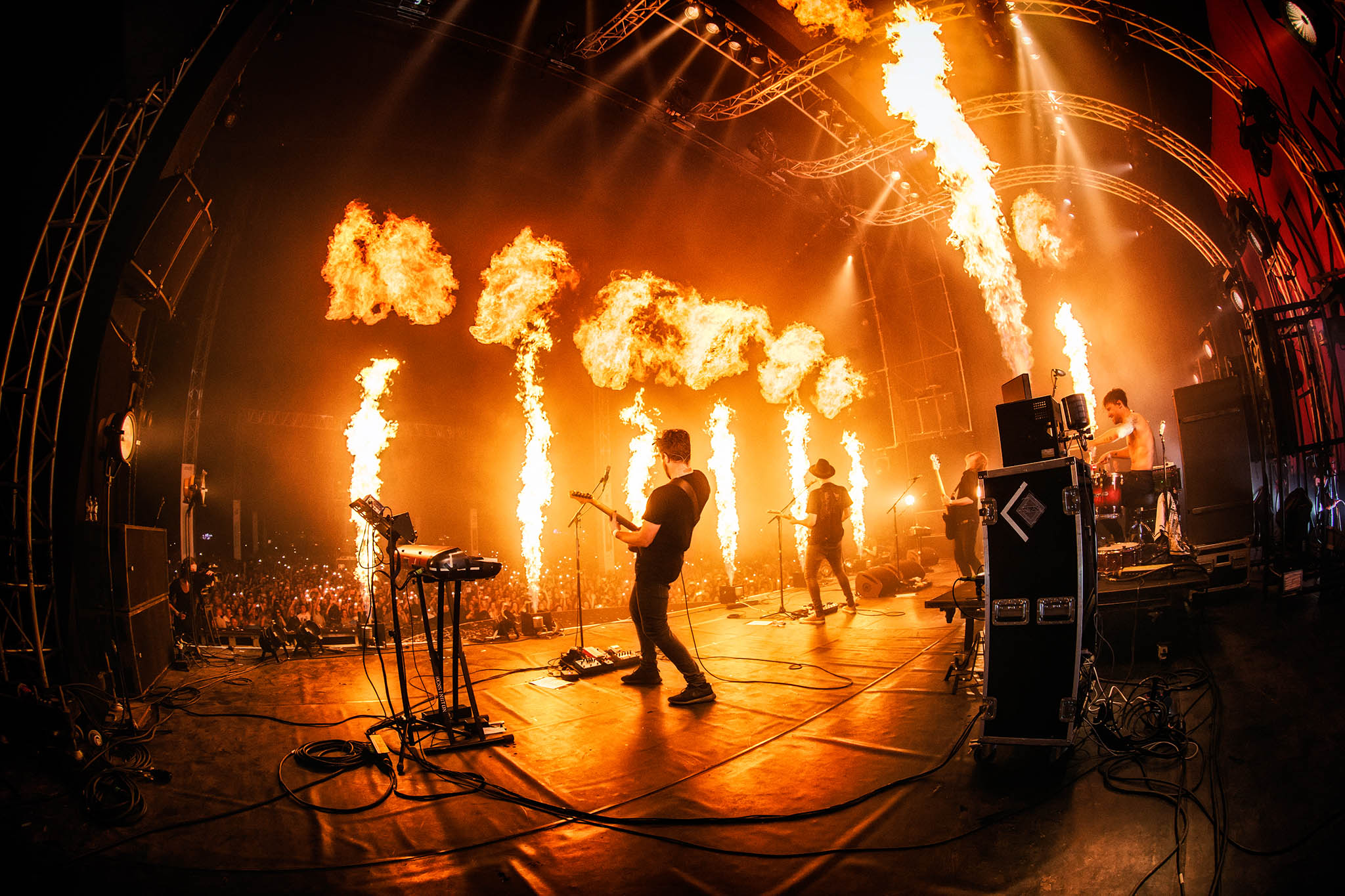
Кенсингтон вживую на фестивале Appelpop.

20 ноября группа объявила, что Vultures выйдет в Германии, Бельгии, Австрии, Швейцарии и Южной Корее. Международная версия была выпущена 11 января 2013 года на лейбле Universal Music. В него вошла ранее неизданная песня под названием «Home Again», которая была показана в рекламном ролике зимней кампании Jack Wolfskin. Песня стала популярной и в итоге была выпущена как сингл. Во время последнего выступления Vultures Tour в Тиволи, Утрехт, группа сняла видеоклип на «Home Again». Режиссёр и редактор — Борис Буйдж.
Kensington начал 2013 год с одиннадцати выступлений на фестивале Eurosonic Noorderslag и короткого тура с аншлагами из 5 остановок по Нидерландам в марте и апреле. Группа также играла шоу с Two Door Cinema Club и голландской рок-группой Kane . Тем летом они отыграли несколько крупных фестивалей, в том числе Pinkpop и Zwarte Cross в Нидерландах, Sziget в Венгрии, Stonerock в Германии и Openair Gampel в Швейцарии.
Позже Kensington предложила песню «It Doesn’t Have To Hurt» для бесплатного скачивания на своем сайте Bandcamp.
В 2014 году группа записала саундтрек к фильму Reckless (голландское название: Bloedlink).

### Контрольивремя(2016 — настоящее время)
28 октября 2016 года Kensington выпустили свой четвёртый альбом Control (после Rivals, который вышел в 2014 году).
Главный сингл с альбома «Do I Ever» вышел 1 сентября 2016 года. Позже был выпущен видеоклип на эту песню.
1 ноября 2016 года группа выпустила второй сингл «Sorry», а позже в тот же день вышел музыкальный видеоклип.
10 марта 2017 года группа выпустила третий сингл «Bridges», в тот же день вышел музыкальный видеоклип.
15 ноября 2019 года Kensington выпустили пятый студийный альбом под названием Time . Главный сингл с альбома «Bats» вышел в мае а в августе — «What Lies Ahead».
| Current members - Eloi Youssef — lead vocals, guitar, keys (2006–present) - Casper Starreveld — guitar, vocals, keys (2005–present), lead vocals (2005–2010) - Jan Haker — bass guitar, keys, backing vocals (2005–present) - Niles Vandenberg — drums (2008–present) | Former members - Lucas Lenselink — drums (2005–2008) |

## Дискография

### Альбомы
| Заголовок      | Детали альбома                                                                             | Пиковые позиции в чарте | Пиковые позиции в чарте | Пиковые позиции в чарте |
| Заголовок      | Детали альбома                                                                             | NLD                     | BEL (Флорида)           | SWI                     |
| -------------- | ------------------------------------------------------------------------------------------ | ----------------------- | ----------------------- | ----------------------- |
| Границы        | - Релиз: 16 июля 2010 г. - Этикетка: Bladehammer - Форматы: CD, LP, цифровая загрузка      | 67                      | -                       | -                       |
| Грифы          | - Релиз: 11 мая 2012 г. - Этикетка: Универсальный - Форматы: CD, LP, цифровая загрузка     | 6                       | -                       | -                       |
| Соперники (нл) | - Релиз: 8 августа 2014 г. - Этикетка: Универсальный - Форматы: CD, LP, цифровая загрузка  | 1                       | 47                      | -                       |
| Контроль (нл)  | - Релиз: 28 октября 2016 г. - Этикетка: Универсальный - Форматы: CD, LP, цифровая загрузка | 1                       | 26                      | -                       |
| Время          | - Релиз: 15 ноября 2019 г. - Этикетка: Универсальный - Форматы: CD, LP, цифровая загрузка  | 1                       | 34                      | 66                      |

### Расширенные пьесы
- Введение в … (2006)
- Кенсингтон (нл) (2007)
- Молодежь (нл) (2008)

### Одиночные игры
| Single                   | Year | Peak chart positions | Peak chart positions              | Peak chart positions | Peak chart positions | Peak chart positions | Album                            |
| Single                   | Year | NLD Single Top 100   | NLD Mega<br id="mwAX0"><br>Top 50 | NLD Dutch Top 40     | BEL (FL)             | BEL (WA)             | Album                            |
| ------------------------ | ---- | -------------------- | --------------------------------- | -------------------- | -------------------- | -------------------- | -------------------------------- |
| «Youth»                  | 2010 | 78                   | —                                 | —                    | —                    | —                    | Borders                          |
| «When It All Falls Down» | 2011 | —                    | —                                 | —                    | —                    | —                    | Borders                          |
| «Let Go»                 | 2011 | 74                   | 32                                | —                    | —                    | —                    | Borders                          |
| «We Are the Young»       | 2011 | —                    | —                                 | —                    | —                    | —                    | Vultures                         |
| «Send Me Away»           | 2012 | —                    | —                                 | —                    | —                    | —                    | Vultures                         |
| «No Way Out»             | 2012 | —                    | —                                 | —                    | —                    | —                    | Vultures                         |
| «Don’t Look Back»        | 2012 | —                    | 39                                | —                    | —                    | —                    | Vultures                         |
| «Home Again»             | 2013 | 40                   | 11                                | 33                   | 63                   | —                    | Vultures (International Edition) |
| «Ghosts»                 | 2013 | —                    | 41                                | —                    | —                    | —                    | Vultures                         |
| «Streets»                | 2014 | 19                   | 11                                | 22                   | 52                   | —                    | Rivals                           |
| «All for Nothing»        | 2014 | 51                   | 24                                | 35                   | 47                   | —                    | Rivals                           |
| «War»                    | 2014 | 13                   | 5                                 | 7                    | 54                   | 81                   | Rivals                           |
| «Riddles»                | 2015 | 51                   | 20                                | 23                   | 58                   | —                    | Rivals                           |
| «Done with It»           | 2015 | 57                   | 34                                | 19                   | —                    | —                    | Rivals                           |
| «Do I Ever»              | 2016 | 31                   | 6                                 | 14                   | 75                   | —                    | Control                          |
| «Sorry»                  | 2016 | 26                   | 6                                 | 15                   | —                    | —                    | Control                          |
| «Bridges»                | 2017 | —                    | 20                                | 30                   | —                    | —                    | Control                          |
| «Fiji»                   | 2017 | 97                   | 28                                | 31                   | —                    | —                    | Control                          |
| «Slicer»                 | 2018 | —                    | —                                 | —                    | —                    | —                    | Control                          |
| «Bats»                   | 2019 | —                    | —                                 | 33                   | —                    | —                    | Time                             |
| «What Lies Ahead»        | 2019 | 76                   | —                                 | 23                   | —                    | —                    | Time                             |
| «Uncharted»              | 2019 | 31                   | —                                 | 10                   | —                    | —                    | Time                             |

### Другие песни в чартах
| Одинокий                                                     | Год     | Пиковые позиции в чарте | Альбом  |
| Одинокий                                                     | Год     | NLD </br>               | Альбом  |
| ------------------------------------------------------------ | ------- | ----------------------- | ------- |
| «Направляясь высоко» (Armin van Buuren featuring Kensington) | 2015 г. | 40                      | Объятие |